# Extase van Theresia

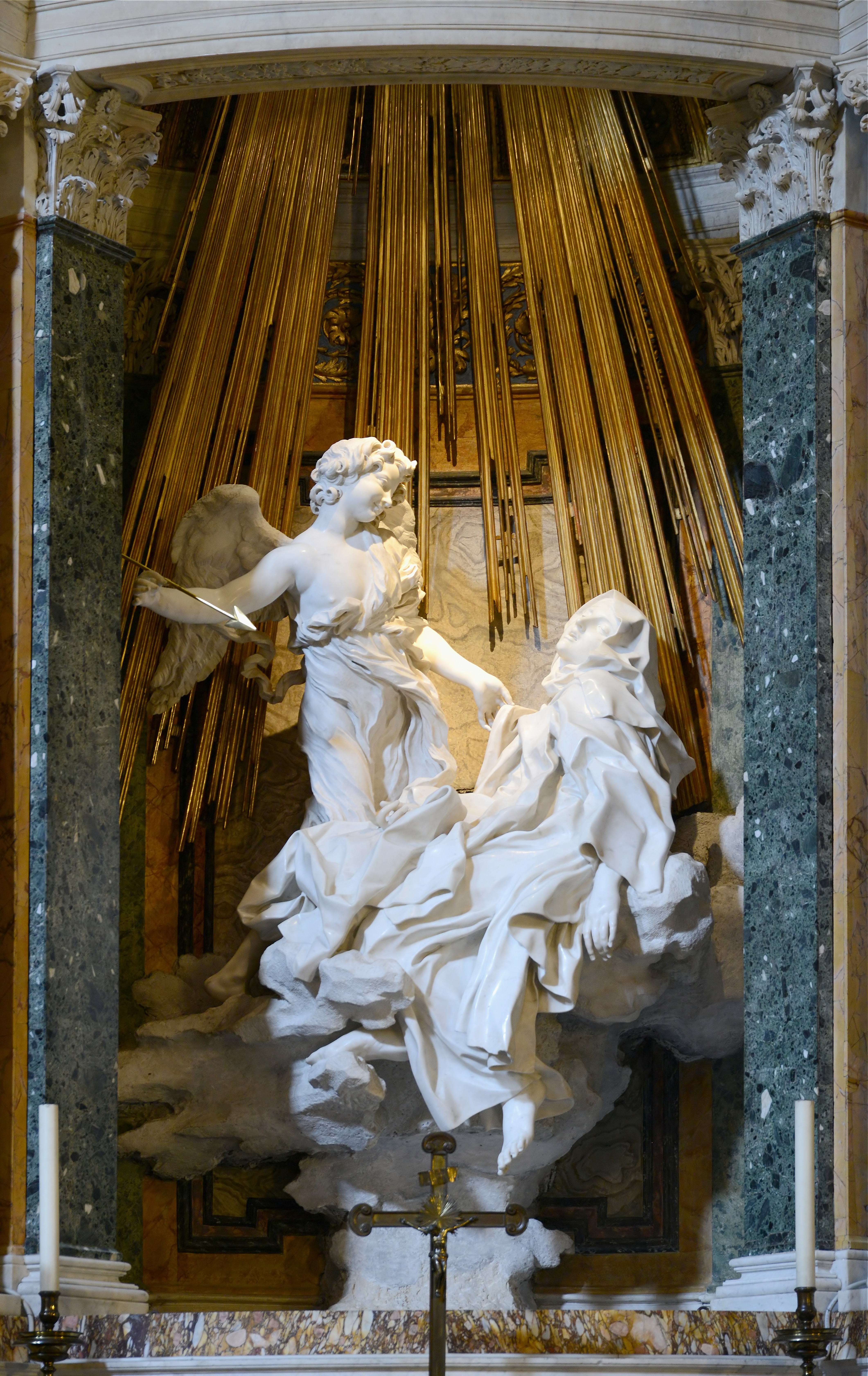
Het beeld van de Extase van Theresia in de Santa Maria della Vittoria kerk in Rome.

De Extase van Theresia (1647–1652) is een meesterwerk van de Italiaanse kunstenaar Gian Lorenzo Bernini uit de tijd van de barok. Het beeld is te vinden in de basiliek van Santa Maria della Vittoria in Rome.

## Beeld
Het beeld staat in de kapel van de familie Cornaro in de basiliek. Deze hele kapel is gewijd aan de Spaanse mystica Theresia van Ávila (1515-1582), aan wie, zo gaat het verhaal, een engel is verschenen. De engel doorboort haar hart met een gouden pijl en laat haar achter 'in vuur en vlam door Gods liefde'. Deze mystieke ontmoeting is een dankbaar onderwerp in de tijd van de contrareformatie. De katholieke kerk vindt: Wat de hervormers ook mogen beweren, in de katholieke kerk blijven wonderen mogelijk! En dat blijkt, volgens hen, hieruit. Bernini heeft gekozen om het moment vast te leggen waarop de engel zijn pijl heeft teruggetrokken en Theresia in extase achterlaat. Het beeld wekt de indruk een sensueel kunstwerk te zijn, waarbij de heilige Theresia op haar rug ligt die ze gekromd heeft. Haar mond is geopend en boven haar staat een engel met een pijl van vuur. Het beeld heeft dan ook gezorgd voor heel wat aanstoot. 
De wervelende plooien en het ontbreken van een sokkel geven de indruk dat Theresia de aarde ontstijgt. Haar houding en gezichtsuitdrukking geven totale overgave aan. Het zuivere realisme, in anatomie en stofuitdrukking, van het glad gepolijste beeld verhoogt de tastbaarheid van het mystieke moment. Hier wordt het onzichtbare zichtbaar.
Het beeld wordt omlijst door de architectuur eromheen, die contrasteert met het witte marmer van het beeld. Het beeld wordt van bovenaf door een venster belicht: het licht 'stroomt' langs goudkleurige buizen achter het beeld, wat nog meer nadruk geeft aan de goddelijkheid van de gebeurtenis. Boven de nis wordt de beeldengroep omgeven door een beschilderd tongewelf met opnieuw het goddelijk licht, komend vanuit een oneindige ruimte, omgeven door engelen.

## Theresia van Ávila
Het beeld draait om de heilige Theresia van Ávila. Zij beschrijft de extase die te zien is in het beeld in haar boek Mijn Leven (ca. 1565):

Ik zag in zijn handen een brede, gouden lans met aan het uiteinde een weinig vuur, meen ik. Hij scheen ze mij een paar maal doorheen het hart tot in de ingewanden te stoten. Bij het terugtrekken ervan was het net of deze mee werden uitgerukt, terwijl ik zelf, vervuld van vurige liefde tot God, achterbleef. De hevige pijn die ik daarbij voelde, deed me zachtjes kreunen (...) Toch was die onuitsprekelijke pijn buitengewoon zoet. Het is dan ook onmogelijk naar het einde ervan te verlangen. De ziel kan met niets minder tevreden zijn dan met God zelf. Dit is geen lichamelijke, maar een geestelijke pijn, al heeft ook het lichaam er enigszins en zelfs opmerkelijk deel aan. Hier heeft een zoet verkeer plaats tussen de ziel en God. Ik smeek Hem het te laten smaken aan ieder, die me van leugen verdenkt.

## Trivia
Het beeld speelt een rol in de boeken Het Bernini Mysterie van Dan Brown en De Principessa en het bedrog van Bernini van Peter Prange.